# El primer pecat mortal
El primer pecat mortal (títol original: The First Deadly Sin) és una pel·lícula de thriller policial estatunidenca de 1980 produïda i protagonitzada per Frank Sinatra. La pel·lícula compta amb Faye Dunaway, David Dukes, Brenda Vaccaro, James Whitmore i Martin Gabel en el seu últim paper. La pel·lícula està basada en la novel·la homònima de 1973 escrita per Lawrence Sanders. El guió va ser escrit per Mann Rubin. Està doblada al català.
La pel·lícula inicialment estava programada per ser dirigida per Roman Polanski, que va ser acomiadat per Columbia Pictures després que es van presentar càrrecs de violació legal contra ell. El director Brian G. Hutton es va fer càrrec de la producció després que Polanski va fugir a França.
En l'última de les nou pel·lícules produïdes per Sinatra, i el seu darrer paper com a protagonista, interpreta el sergent de la policia de Nova York Edward X. Delaney. En un paper secundari, Dunaway és la dona malalta de Delaney, hospitalitzada durant tota la història amb una rara malaltia renal. Bruce Willis fa el seu debut al cinema com un extra passant per davant de Sinatra en un restaurant (tot i que és pràcticament irreconeixible a causa d'un barret que li tapa els ulls).
El primer pecat mortal va ser la tercera producció de la productora Artanis de Sinatra i es va rodar a la ciutat de Nova York. Es va estrenar el 23 d'octubre de 1980 al Loew's State Theatre de Times Square com a part d'un benefici per al Cabrini Medical Center, un lloc clau de la pel·lícula. La partitura musical va ser del compositor i arranjador Gordon Jenkins, que va treballar per primera vegada amb Sinatra a l'àlbum de 1957 Where Are You? 

## Argument
Un inspector de policia, a punt de jubilar-se, rastreja un assassí en sèrie que està terroritzant Nova York.

## Repartiment
- Frank Sinatra com Edward X. Delaney
- Faye Dunaway com Barbara Delaney
- David Dukes com Daniel Blank
- James Whitmore com Dr. Ferguson
- Brenda Vaccaro com Monica Gilbert
- Martin Gabel com Christopher Langley
- Anthony Zerbe com Captain Broughton
- George Coe com Dr. Bernardi
- Joe Spinell com Charles Lipsky
- Jeffrey DeMunn com Sergent Correlli
- Bruce Willis com Home entrant al menjador (sense acreditar)

## Recepció crítica
Els crítics Roger Ebert i Leonard Maltin van elogiar el paper de Sinatra com una de les seves millors actuacions, i Nancy Sinatra, la seva filla, va comentar al seu llibre Sinatra: An American Legend que el seu pare estava molt emocionat amb aquesta pel·lícula.

## Finalització
El final de la pel·lícula es va canviar de la novel·la en què l'assassí Daniel Blank va morir de deshidratació abans que Delaney i els soldats estatals poguessin abatre'l. Aquí, un enfocament menys subtil va permetre que el final estigués més en sintonia amb la resta de la pel·lícula.
William L. DeAndrea va assenyalar que "per a la projecció de televisió en xarxa [de la pel·lícula], Sinatra va afegir una veu en off parlada" a la conclusió, "canviant completament el significat de les imatges finals".

## Nominacions
- Nominats: Academy of Science Fiction, Fantasy & Horror Films, Millor actor secundari, Martin Gabel
- Nominada: premis Edgar Allan Poe, millor pel·lícula
- Nominada: premis Golden Raspberry, pitjor actriu, Faye Dunaway